# Технологічна дорожня карта
Технологічна дорожня карта (англ. Technology Roadmap) — коротко- або довгостроковий план випуску виробником будь-якого продукту. Найчастіше це нова версія або розвиток уже відомого продукту, змін у якому чекають споживачі.

## Що містить у собі
Технологічна дорожня карта може містити засоби, підходи або шляхи, необхідні для досягнення поставлених віх. Як правило, поняття «Технологічна дорожня карта» застосовується до нового продукту, процесу або до розроблюваної технології.

## Напрями використання
Створена карта має три напрямки використання:
- допомагає досягти консенсусу у відношенні набору потреб і технологій, необхідних для задоволення цих потреб;
- забезпечує механізм для допомоги у прогнозуванні процесу розробки технології;
- слугує основою для допомоги у плануванні і координації технічний розробок.

## Усфері IT
Більш звична публікація карт для програмних продуктів, оскільки технологічна дорожня карта описує поетапний процес, а проміжні результати користувачі можуть випробувати тільки у цьому випадку. Наявність менеджерів по продуктах в індустрії по виробництву програмного забезпечення свідчить про те, що програмне забезпечення, його виробництво і продаж, стали такими ж комерційними, як і «стандартні» продукти та товари.

### Організація праці
Менеджер несе відповідальність за цілу лінію програмного забезпечення для управління вимогами, визначає продукти та їх релізи. В цьому контексті, складання дорожньої карти для продукту можуть бути використані на допомогу менеджерам програмних продуктів у області планування та розміщення своїх продуктів з використанням наукових і технологічних ресурсів. Для управління і використання технологічних ресурсів може бути використана технологія планування.